# Morti nel 1497
| Questa pagina contiene informazioni ricavate automaticamente dalle voci biografiche con l'ausilio del template Bio e di un bot. L'aggiornamento è periodico e automatico e ricostruisce completamente la pagina. Se manca una persona in questa lista, sei pregato di non aggiungerla, ma accertati piuttosto che la sua voce biografica contenga il template Bio e che i dati anagrafici siano correttamente compilati. Se il template Bio manca, inseriscilo tu stesso o, in alternativa, metti l'avviso {{tmp\|Bio}} che ne segnala la mancanza. Se i dati riportati sono sbagliati, correggi direttamente la voce biografica; le modifiche saranno visibili in questa lista entro pochi giorni. Per chiarimenti vedi il progetto biografie. La lista contiene solo le 64 persone che sono citate nell'enciclopedia e per le quali è stato implementato correttamente il template Bio. Pagina aggiornata al 18 ago 2025. |

## Gennaio(4)
- 2 gennaio - Beatrice d'Este, duchessa, stilista e mecenate italiana (n. 1475)
- 13 gennaio - Veronica Negroni da Binasco, mistica italiana (n. 1445)
- 17 gennaio - Gentile Virginio Orsini, nobile e condottiero italiano
- 28 gennaio - William Scheves, arcivescovo cattolico, funzionario e diplomatico scozzese

## Febbraio(2)
- 6 febbraio - Johannes Ockeghem, compositore fiammingo
- 20 febbraio - Shimun IV Basidi, vescovo cristiano orientale siro

## Aprile(2)
- 4 aprile - Elizabeth Tilney, nobile inglese
- 17 aprile - Giovanni Tornabuoni, banchiere e mecenate italiano (n. 1428)

## Maggio(6)
- 5 maggio - Bernhard von Breidenbach, presbitero e diplomatico tedesco
- 5 maggio - Toki Shigeyori, militare giapponese (n. 1442)
- 18 maggio - Catherine Woodville, nobile inglese (n. 1458)
- 23 maggio - Pandolfo Rucellai, mercante e politico italiano (n. 1436)
- 24 maggio - Benedetto da Maiano, architetto e scultore italiano (n. 1442)
- 26 maggio - Antonio Manetti, umanista, architetto e matematico italiano (n. 1423)

## Giugno(3)
- 3 giugno - Robert Briçonnet, arcivescovo cattolico francese
- 3 giugno - Carlo I d'Armagnac, nobile francese (n. 1425)
- 14 giugno - Giovanni Borgia, II duca di Gandia, nobile e militare italiano (n. 1476)

## Luglio(2)
- 17 luglio - Benedetto Ghirlandaio, pittore italiano (n. 1458)
- 24 luglio - Bartolommeo Scala, storico, letterato e politico italiano (n. 1430)

## Agosto(5)
- 7 agosto - Bernardino Lonati, cardinale italiano
- 21 agosto - Niccolò Ridolfi, politico italiano (n. 1444)
- 21 agosto - Lorenzo Tornabuoni, nobile italiano (n. 1468)
- 24 agosto - Sofia di Pomerania-Stolp, duchessa tedesca (n. 1435)
- 25 agosto - Johann von Tiefen, nobile

## Settembre(4)
- 3 settembre - Nicolò Donà, patriarca cattolico italiano (n. 1434)
- 5 settembre - Pier Filippo Pandolfini, politico italiano (n. 1437)
- 19 settembre - Antonio Boldù, diplomatico e politico italiano
- 26 settembre - Bertrando VI de La Tour, nobile francese

## Ottobre(4)
- 1º ottobre - Carlo Pallavicino, vescovo cattolico italiano
- 4 ottobre - Giovanni di Trastámara, principe (n. 1478)
- 4 ottobre - Benozzo Gozzoli, pittore italiano (n. 1420)
- 18 ottobre - Guidantonio Arcimboldi, arcivescovo cattolico italiano (n. 1428)

## Novembre(4)
- 7 novembre - Filippo II di Savoia, duca (n. 1443)
- 24 novembre - Girolamo Albertucci de' Borselli, storico italiano (n. 1432)
- 29 novembre - Beatrice d'Este, nobildonna italiana (n. 1427)
- 30 novembre - Anna Maria Sforza, nobile italiana (n. 1476)

## Dicembre(2)
- 9 dicembre - Giovanni Giacomo Schiaffinato, cardinale e vescovo cattolico italiano (n. 1451)
- 14 dicembre - Ahmad Beg, principe ottomano (n. 1476)

## Senza giorno specificato(26)
- Allegretto Allegretti, storico e politico italiano (n. 1429)
- Ottaviano Arcimboldi, arcivescovo cattolico italiano
- Ashikaga Shigeuji, militare giapponese (n. 1438)
- Gentile de' Becchi, vescovo cattolico italiano
- Aurelio Brandolini, umanista, religioso e letterato italiano
- Gabriele Bucci, religioso italiano (n. 1430)
- Bulgarino Bulgarini, giurista e diplomatico italiano (n. 1441)
- Bernardo Del Nero, politico italiano (n. 1422)
- Ibleto Fieschi, politico, religioso e militare italiano (n. 1435)
- Anselmo Folengo, giurista italiano (n. 1430)
- Gherardo di Giovanni di Miniato, miniatore, pittore e umanista italiano
- Andreoccio Ghinucci, funzionario, politico e vescovo cattolico italiano
- Girolamo da Treviso il Vecchio, pittore italiano (n. 1451)
- Paola Gonzaga, nobile italiana (n. 1464)
- Colinet de Lannoy, compositore e cantore francese
- Costantino Marenco, vescovo cattolico italiano
- Simon Francesco Orlandi, ambasciatore italiano
- Gianfrancesco I Pallavicino, condottiero italiano
- Giovanni Antonio Panteo, umanista e religioso italiano (n. 1440)
- Gian Maria Riminaldi, giurista italiano (n. 1434)
- Cristoforo Rocchi, ingegnere e intagliatore italiano
- Giorgio Summaripa, poeta e giurista italiano (n. 1435)
- Jean Tisserand, religioso e scrittore francese
- Bernardo Ventimiglia, politico italiano (n. 1463)
- Stefano da Gama, militare e esploratore portoghese
- Gherardo e Monte del Flora, artista italiano (n. 1445)